# André Burakovsky
André Burakovsky (auch André Burakowsky; * 9. Februar 1995 in Klagenfurt, Österreich) ist ein schwedischer Eishockeyspieler, der seit Juni 2025 bei den Chicago Blackhawks in der National Hockey League unter Vertrag steht. Mit der Colorado Avalanche gewann der rechte Flügelstürmer in den Playoffs 2022 den Stanley Cup. Zuvor verbrachte er fünf Jahre bei den Washington Capitals, mit denen er diesen Titel bereits 2018 einmal errungen hatte, und spielte zudem drei Jahre für die Seattle Kraken.

## Karriere

### Jugend in Schweden
André Burakovsky wurde 1995 als Sohn von Robert Burakovsky in Klagenfurt geboren, der zu dieser Zeit beim Klagenfurter AC unter Vertrag stand, wuchs allerdings in der Folge in Schweden auf. Schon Roberts Vater, Benny Burakovsky, war als Eishockeytrainer aktiv und auch Roberts Bruder Mikael Burakovsky war Eishockeyprofi.
André Burakovsky durchlief die Jugendabteilungen der Malmö Redhawks, bis er in der Saison 2011/12 in der J20 SuperElit, der höchsten schwedischen Juniorenliga, debütierte. Dort gelangen ihm direkt 42 Scorerpunkte aus 42 Spielen, woraufhin er die schwedische U18-Nationalmannschaft zur U18-Weltmeisterschaft begleitete und dort die Silbermedaille gewann. Zuvor hatte er bereits am Ivan Hlinka Memorial Tournament 2011, wo die Mannschaft ebenfalls die Silbermedaille gewann, sowie an der World U-17 Hockey Challenge 2012 teilgenommen. Im August 2012 nahm er erneut am Ivan Hlinka Memorial Tournament teil und erreichte dieses Mal einen dritten Rang. Zudem wurde er im KHL Junior Draft 2012 vom SKA Sankt Petersburg an 102. Position ausgewählt.
Bereits in der folgenden Saison 2012/13 gab der Angreifer sein Profidebüt in der schwedischen Elitserien und verbrachte mit 43 Einsätzen auch den größten Teil der Spielzeit auf professionellem Niveau, während nur wenige Einsätze in Juniorenligen zu Buche standen. Nachdem er mit der schwedischen U18 erneut an der U18-Weltmeisterschaft teilgenommen hatte, wurde er im NHL Entry Draft 2013 an 23. Position von den Washington Capitals ausgewählt.

### NHL

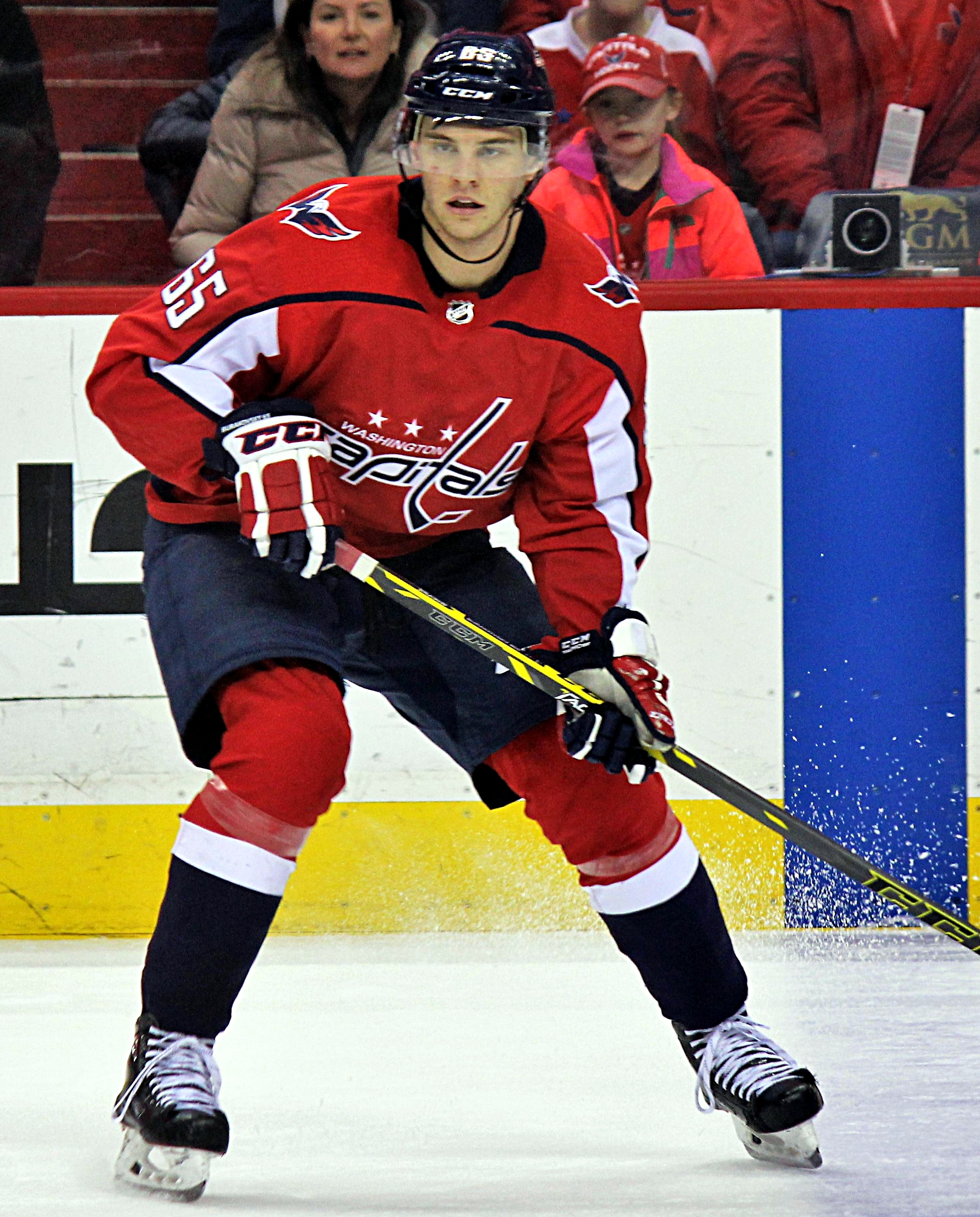
Burakovsky im Trikot der Washington Capitals (2018)

Im August 2013 wechselte Burakovsky in die kanadische Ontario Hockey League zu den Erie Otters, die ihn im CHL Import Draft gleichen Jahres an fünfter Position ausgewählt hatten. Ferner unterschrieb er einen Einstiegsvertrag über drei Jahre bei den Washington Capitals. Allerdings verbrachte der Schwede die gesamte Saison 2013/14 bei den Otters und erzielte dort 87 Scorerpunkte in 57 Spielen. Nach der Saison vertrat er die schwedische U20-Nationalmannschaft bei der U20-Weltmeisterschaft 2014 und erreichte dort erneut die Silbermedaille.
Mit Beginn der Saison 2014/15 stand Burakovsky, abgesehen von zwei Einsätzen beim Farmteam Hershey Bears, fest im Aufgebot der Capitals und erzielte direkt am ersten Spieltag mit seinem ersten Schuss sein erstes Tor in der National Hockey League. Cheftrainer Barry Trotz plante darüber hinaus, ihn vom linken Flügelspieler zum Center umzuschulen. In den beiden folgenden NHL-Saisons 2015/16 und 2016/17 erzielte er für den Hauptstadtclub jeweils mehr als 30 Punkte. Bei der Weltmeisterschaft 2016 debütierte Burakovsky zudem für die A-Nationalmannschaft Schwedens und belegte dabei mit dem Team den sechsten Platz.
Am Ende der Saison 2017/18 gewann Burakovsky mit den Capitals den ersten Stanley Cup der Franchise-Geschichte. Dabei war er insbesondere im entscheidenden 7. Spiel des Eastern-Conference-Finales in den Playoffs der entscheidende Spieler, als er zwei Tore zum 4:0-Sieg gegen die Tampa Bay Lightning erzielte.

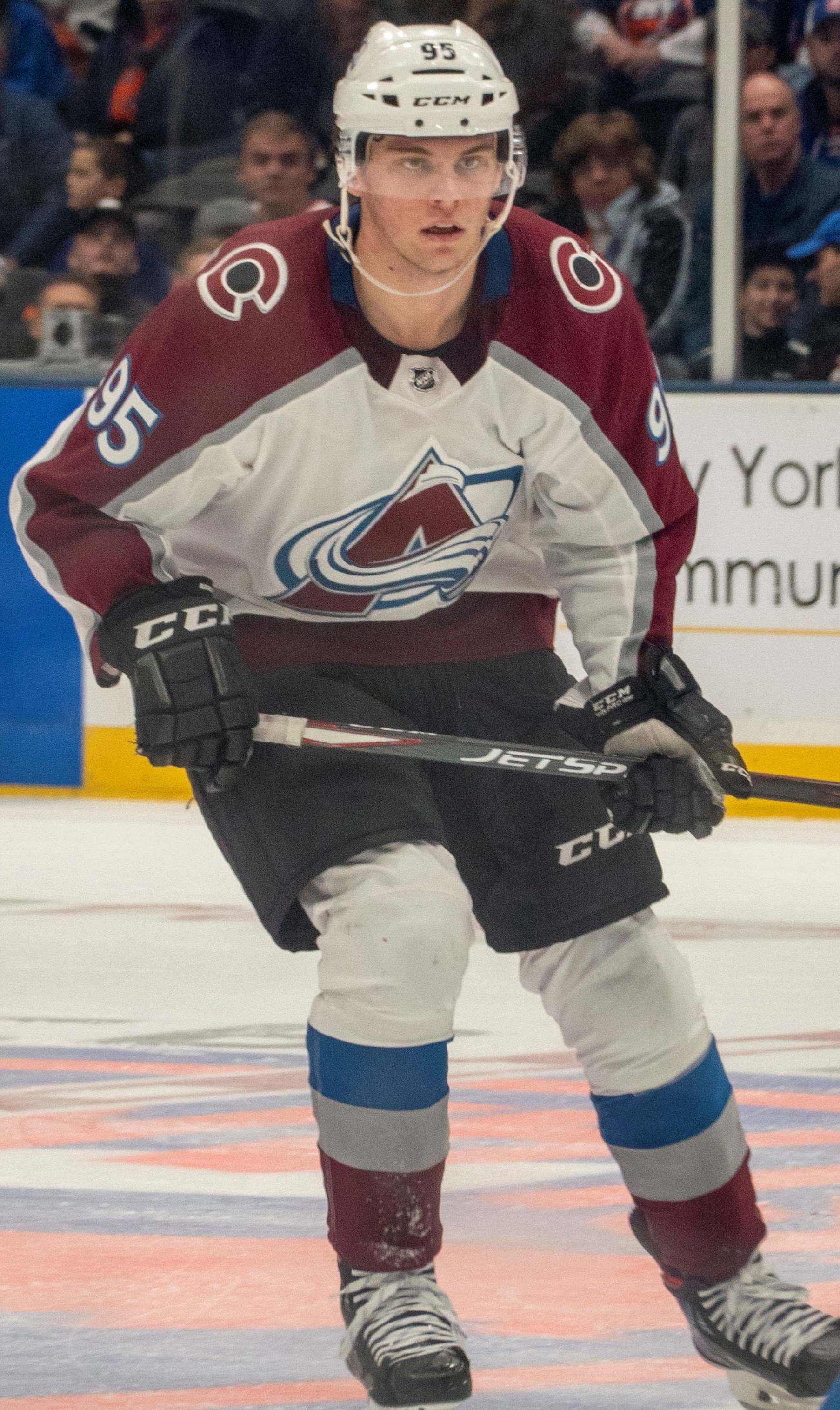
Andre Burakovsky im Trikot der Avalanche (Januar 2020)

Nach fünf Jahren bei den Capitals wurde Burakovsky im Juni 2019 an die Colorado Avalanche abgegeben, während im Gegenzug Scott Kosmachuk sowie ein Zweit- und ein Drittrunden-Wahlrecht im NHL Entry Draft 2020 nach Washington wechselten. Einen Monat später erhielt der Stürmer einen Einjahresvertrag mit einem Volumen von 3,25 Millionen US-Dollar. Anschließend verzeichnete er die statistisch beste Saison seiner bisherigen Karriere, indem er 45 Punkte in 58 Spielen erzielte, sodass er im Oktober 2020 einen neuen Zweijahresvertrag unterzeichnete, der ihm ein durchschnittliches Jahresgehalt von 4,9 Millionen US-Dollar einbringen sollte. In den Playoffs 2022 errang er mit der Avalanche seinen zweiten Stanley Cup, nachdem er in der Hauptrunde mit 61 Punkten aus 80 Spielen seinen bisherigen Karriere-Bestwert verzeichnet hatte.
Nach der Saison 2021/22 erhielt er jedoch keinen weiterführenden Vertrag in Colorado, sodass er sich im Juli 2022 als Free Agent den Seattle Kraken anschloss. Dort unterzeichnete er einen neuen Fünfjahresvertrag mit einem Jahresgehalt von 5,5 Millionen US-Dollar. Diesen erfüllte er jedoch nicht in Seattle, da die Kraken ihn nach drei Jahren im Juni 2025 im Tausch für Joe Veleno an die Chicago Blackhawks abgaben.

## Erfolge und Auszeichnungen
- 2018 Stanley-Cup-Gewinn mit den Washington Capitals
- 2022 Stanley-Cup-Gewinn mit der Colorado Avalanche

### International
| - 2011 Silbermedaille beim Ivan Hlinka Memorial Tournament - 2012 Silbermedaille bei der U18-Weltmeisterschaft - 2012 Bronzemedaille beim Ivan Hlinka Memorial Tournament | - 2014 Silbermedaille bei der U20-Weltmeisterschaft - 2024 Bronzemedaille bei der Weltmeisterschaft |

## Karrierestatistik
Stand: Ende der Saison 2024/25

### International
Vertrat Schweden bei:
| - Ivan Hlinka Memorial Tournament 2011 - World U-17 Hockey Challenge 2012 - U18-Junioren Weltmeisterschaft 2012 - Ivan Hlinka Memorial Tournament 2012 | - U18-Junioren Weltmeisterschaft 2013 - U20-Junioren Weltmeisterschaft 2014 - Weltmeisterschaft 2016 - Weltmeisterschaft 2024 |

(Legende zur Spielerstatistik: Sp oder GP = absolvierte Spiele; T oder G = erzielte Tore; V oder A = erzielte Assists; Pkt oder Pts = erzielte Scorerpunkte; SM oder PIM = erhaltene Strafminuten; +/− = Plus/Minus-Bilanz; PP = erzielte Überzahltore; SH = erzielte Unterzahltore; GW = erzielte Siegtore; 1 Play-downs/Relegation; Kursiv: Statistik nicht vollständig)

## Familie
Sein Vater Robert und sein Onkel Mikael waren ebenfalls professionelle Eishockeyspieler.